# Flakholmen (vid Strömsö, Raseborg)
Flakholmen är en ö i Finland. Den ligger i Finska viken och i kommunen Raseborg i den ekonomiska regionen  Raseborg i landskapet Nyland, i den södra delen av landet. Ön ligger omkring 70 kilometer väster om Helsingfors.
Öns area är 13,4 hektar och dess största längd är 0,5 kilometer i sydöst-nordvästlig riktning.